# Sonate pour piano et violon en mi bémol majeur K. 380

La Sonate pour violon en mi bémol majeur no 28 KV. 380 (374f) est une sonate pour violon et piano de Mozart. Composée à Vienne en juillet 1781, elle est publiée chez Artaria en novembre 1781 à Vienne sous l'Opus 2 avec cinq sonates comprenant les sonates K. 296, K. 376, K. 377, K. 378, K. 379. Ce recueil de six sonates est dédié à Josepha Barbara Auernhammer.

## Analyse de l'œuvre
La sonate comprend trois mouvements :
1. Allegro en mi bémol majeur, à , 164 mesures
2. Andante con moto en sol mineur, à 
, 82 mesures
3. Rondo: Allegro en mi bémol majeur, à 
, 194 mesures

- Durée d'exécution: 20 minutes